# Václav Hájek z Libočan

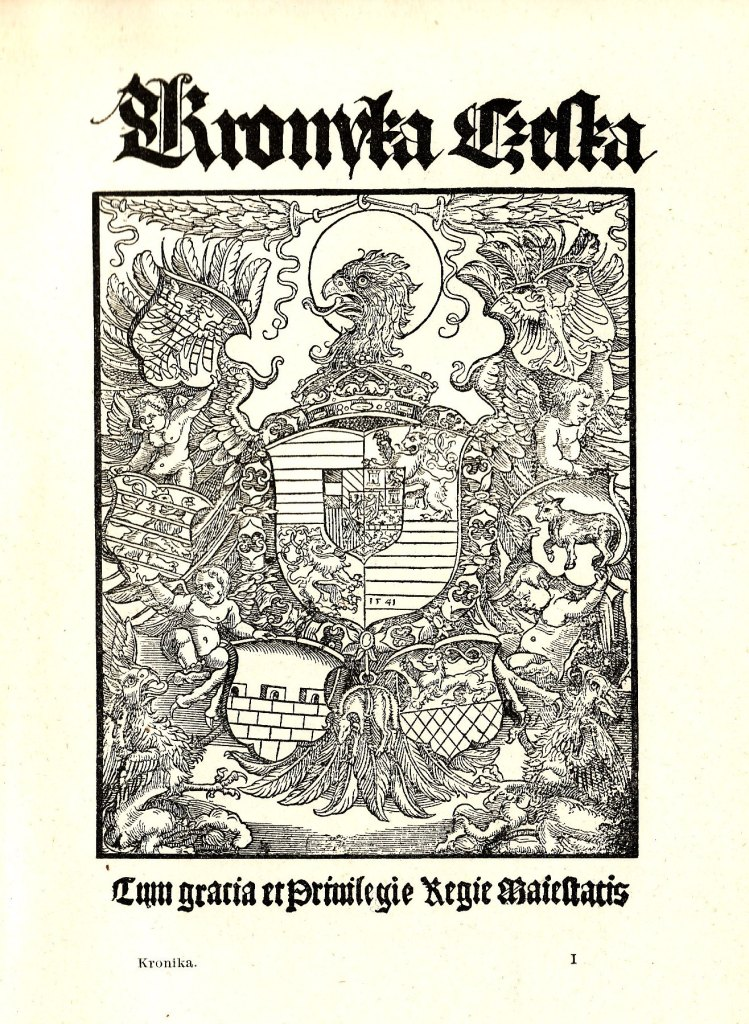
Hájkova kronika česká (Titulní list, 1541)

Václav Hájek z Libočan (konec 15. st. – 18. březen 1553 Praha) byl český kronikář, spisovatel a nejprve utrakvistický, od roku 1521 katolický kněz.

## Život
Pocházel z drobné české šlechty z Libočan u Žatce, od roku 1520 byl farářem v Kostelci u Budyně nad Ohří, o rok později kaplanem ve Zlonicích. Šlechtici v té době pokládali faráře za své sluhy, s čímž se Hájek nechtěl smířit a vedl s nimi neustálé spory. Od roku 1524 byl současně farářem v Rožmitále a oblíbeným kazatelem kostela svatého Tomáše na Malé Straně v Praze, od roku 1527 děkanem na Karlštejně. Dostal se opět do sporů s karlštejnským purkrabím Bechyněm z Lažan, protože se zastal služek, které jeho paní týrala. Roku 1533 byl jmenován správcem kapituly na Vyšehradě, ale brzy musel toto místo opustit a stal se farářem na Tetíně.
Na Tetíně patrně začal pracovat na své kronice, pro kterou si sám vypisoval údaje už na Karlštejně a později pro něho pracovali i písaři Zemských desek. Roku 1539 byla kronika sepsána a Hájek na ni dostal královské privilegium, obě konsistoře i pražská obec, u nichž byl Hájek špatně zapsán, si ji ale vyžádaly k censuře. Po mnoha průtazích a sporech nakonec knihu vytiskl u Jana Severina ml. a roku 1541 v tisícovém nákladu vydal. Vzápětí nato vydal svůj podrobný popis požáru Pražského hradu a překlad „Zlaté Bible“ Antonia de Rampegolis.
Kronika mu sice přinesla velký úspěch a univerzitní mistr Matouš Collinus z Chotěřiny ji oslavil latinskými verši, Hájek však zůstal bez příjmu a silně zadlužen. Roku 1543 si dokonce se dvěma pražskými kanovníky vyprosil královské privilegium na hledání pokladů. Od roku 1544 byl proboštem a o rok později také děkanem kapituly ve Staré Boleslavi a roku 1545 byl uvězněn, protože se prý zastal kapitulní poddané, kterou pan Krajíř z Krajku zatkl pro čarodějnictví. Roku 1549 se kapitulních hodností v Boleslavi vzdal. Hájek zemřel v klášteře dominikánek u svaté Anny na Starém Městě.

## Kronika a její osudy

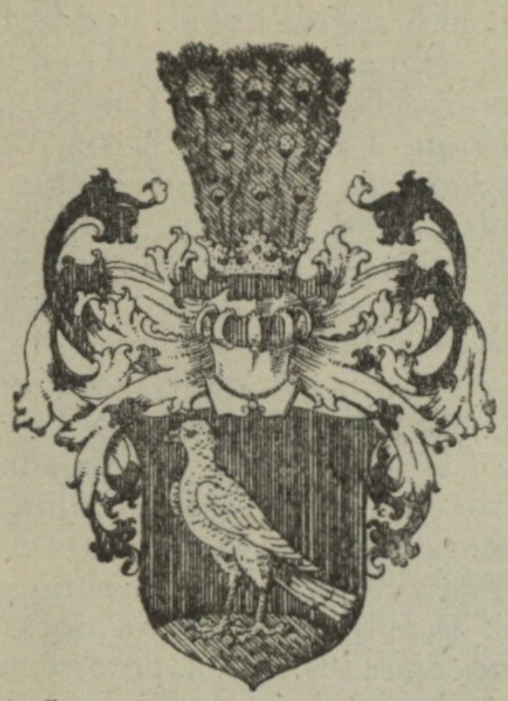
Erb Václava Hájka z Libočan

Hájkova „Kronika česká“, kterou psal několik let, zahrnuje české dějiny od příchodu Čechů do země (podle Hájka roku 644) do korunovace Ferdinanda I. roku 1526. Je to rozsáhlé a živé kronikářské vyprávění, napsané poutavým slohem, co do obsahu však ne příliš spolehlivé. Hájek například všechny události opatřuje přesnými letopočty, které si patrně vymyslel. Jeho kronika však sloužila jako hlavní pramen dalším kronikářům a dějepiscům (Bartoloměj Paprocký z Hlohol a Paprocké Vůle, Jan František Beckovský aj.), hájil ji výmluvně Daniel Adam z Veleslavína a její německý překlad vyšel třikrát v letech 1598, 1697 a 1718. Latinský překlad měl konečně vyjít roku 1761, jeho vydavatel Gelasius Dobner však vydal pouze první část a podrobil Hájka ostré kritice. Dobnerovo odmítnutí potvrdil i Josef Dobrovský a František Palacký, roku 1906 se však Hájka zastal Josef Vítězslav Šimák v Gollově sborníku a k jeho velmi vysokému hodnocení se přidal i Václav Flajšhans, který Kroniku nově vydal. Podle Flajšhanse byl Hájek člověk své doby s chatrným vzděláním, opatřil si však neuvěřitelné množství pramenů, které nedokázal kriticky zpracovat. Ostatně už Palacký ho v tomto směru srovnával s Dalimilem, nicméně srovnání se soudobou kronikou Kuthenovou vyznívá pro Hájka velmi příznivě.
Kronika obsahuje průkazné informace o archeologických lokalitách v Čechách. Hájkem jsou ale spojovaná s různými nesouvisejícími událostmi a okolnostmi. Objevuje se zde například Oppidum Závist, Kazín, hradiště Praha Butovice, Tetín a jiné. 

## Dílo
- Kronika česká z let 1533-1539. Poprvé vyšla 1541. Začíná příchodem Čechů (resp. Slovanů) do Čech a končí rokem 1526.
- O nešťastné příhodě, kteráž se stala skrze oheň v Menším Městě pražském a na hradě svatého Václava i na Hradčanech. 1541
- Život Adamův aneb jinak od starodávna Solfernus, kniha velmi kratochvilná a utěšená. 1553
- Bible zlatá Ant. de Rampigolis (překlad)